# Maurizio Maggiani
Maurizio Maggiani (* 1. Oktober 1951 in Castelnuovo Magra, Provinz La Spezia) ist ein italienischer Schriftsteller.

## Biografie
Aus bescheidenen Verhältnissen stammend, wechselte Maggiani häufig den Beruf, bevor er schließlich zum Schreiben fand. So war er u. a. als Gefängnislehrer, Lehrer für blinde Kinder, Fotograf, Filmeditor, Regieassistent, Konstrukteur von hydraulischen Pumpen sowie in der Werbung und in der Stadtverwaltung beschäftigt. 1987 gewann er mit der Erzählung Prontuario per la donna senza cuore (dt.: Handbuch für die Frau ohne Herz) den von der Wochenzeitschrift L’Espresso gestifteten Preis für unveröffentlichte Werke (Premio Inedito – L'Espresso). In den nachfolgenden Jahren konnte er mit seinen Werken bei Lesern und Kritikern große Erfolge verbuchen.
Für seinen Roman Il Coraggio del pettirosso (Der Mut des Rotkehlchens) wurden ihm 1995 der Premio Viareggio und der Premio Campiello verliehen. Weitere Preisverleihungen folgten: La Regina disadorna (Königin ohne Schmuck) gewann 1999 den Premio Alassio sowie den Premio Stresa. Sein bislang erfolgreichster Roman Il viaggiatore notturno (Reisende in der Nacht) brachte ihm 2005 den Premio Strega, den Premio Ernest Hemingway der Gemeinde Lignano Sabbiadoro und den Premio Letterario Parco Maiella der Gemeinde Abbateggio (Provinz Pescara) ein.
Maggiani schreibt außerdem als Kolumnist für die genuesische Tageszeitung Il Secolo XIX und die Turiner La Stampa. Unter dem Titel Il viaggiatore zoppo (Der humpelige Reisende) veröffentlicht er Podcasts für seinen Verlag Feltrinelli.

## Werke

### Originalausgaben
- Vi ho già tutti sognato una volta (1990)
- Felice alla guerra (1992)
- Il coraggio del pettirosso (1995); Premio Viareggio und Premio Campiello 1995
- Màuri, màuri (1996)
- La regina disadorna (1998); Premio Alassio und Premio Stresa di Narrativa 1999
- Un contadino in mezzo al mare. Viaggio a piedi lungo le rive da Castelnuovo a Framura (2000)
- È stata una vertigine (2003)
- Il viaggiatore notturno (2005); Premio Strega, Premio Ernest Hemingway und Premio Letterario Parco Maiella 2005
- Mi sono perso a Genova: una guida (2007)
- Storia della meraviglia (mit Gian Piero Alloisio) (2008)
- Meccanica celeste (2010);

### Deutsche Übersetzungen
- Der Mut des Rotkehlchens. Übers. von Barbara Schaden. Berlin: Berlin-Verlag, 1996
- Königin ohne Schmuck. Übers. von Andreas Löhrer. Hamburg: Edition Nautilus, Hamburg 2001.
- Die Liebe ist ein Schwindel. Erzählungen. Übers. von Egon Günther. Hamburg: Edition Nautilus, 2004
- Reisende in der Nacht. Übers. von Andreas Löhrer. Hamburg: Edition Nautilus, 2007
- Himmelsmechanik. Übers. von Andreas Löhrer. Hamburg: Edition Nautilus, 2012[3]